# Robert Kenneth Callow
Robert Kenneth Callow (* 15. Februar 1901 in Goring-on-Thames; † 12. April 1983 in Maughold) war ein britischer Biochemiker. 

## Leben und Werk
Callow arbeitete am National Institute for Medical Research (NIMR) in Hampstead und Mill Hill, wo er über Steroide und die Isolation und Charakterisierung von Vitamin D arbeitete sowie an der Synthese von Cortison aus natürlich vorkommenden Steroiden. 
Im Jahr 1961 identifizierte er mit der Verbindung (E)-9-Oxo-dec-2-ensäure, kurz 9-ODA, das zweite bekannte Pheromon, als Bienenköniginnenpheromon bekannt. Nachdem er im Jahr 1966 am NIMR in den Ruhestand gegangen war, wechselte er zu Rothamsted Research, wo er bis 1971 weiter über Insektenpheromone forschte.

## Ehrungen und Mitgliedschaften
Callow wurde im Jahr 1958 als Fellow in die Royal Society aufgenommen. Er war Mitglied der Redaktionsleitung des Biochemical Journal von 1946 bis 1953. Später war er Chairman der Biological and Medical Abstracts. Er war Mitglied der Council of the Bee Research Association (Rat der Bienenforschungsgesellschaft) von 1962 bis 1974 und später ihr Vizepräsident. 